# Trinidad con Cristo muerto

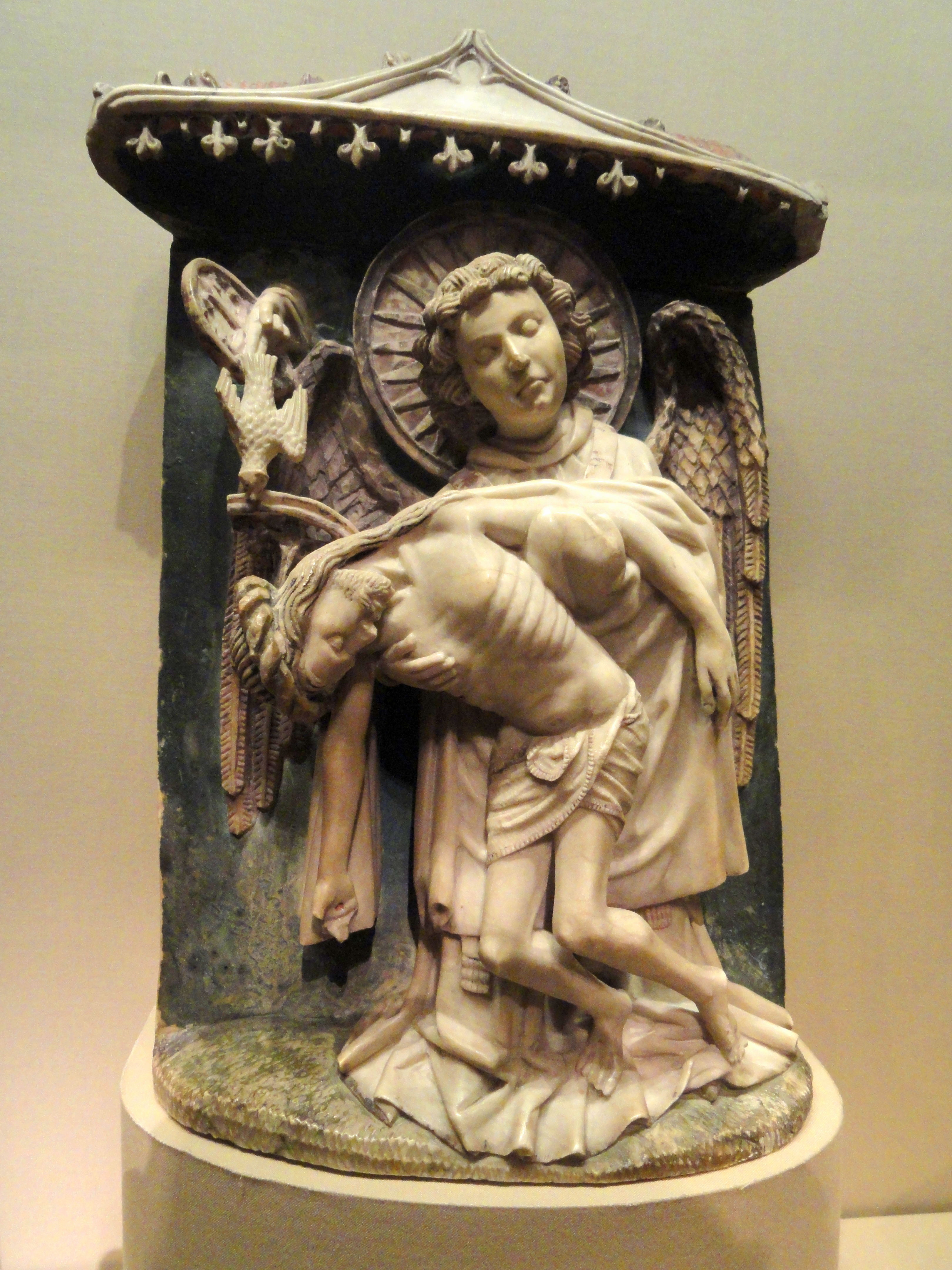
Alabastro policromado y dorado, Flandes o Renania, ca. 1440. En esta representación es un ángel el que sostiene el cuerpo de Cristo muerto, mientras que Dios Padre aparece como la mano sobre la paloma del Espíritu Santo.

Trinidad con Cristo muerto es un tema relativamente común en el arte cristiano, especialmente en pintura, pero también en escultura. Se representa a las tres Personas de la Santísima Trinidad, con la particularidad de que Dios Padre aparece recogiendo el cuerpo de Cristo muerto. La representación del Espíritu Santo suele hacerse en forma de paloma. Aparece en el arte medieval, y a partir de la época de la Contrarreforma pasa a ser menos tratado.
Una alternativa de representación, de tradición más antigua, es la de la Trinidad con Cristo crucificado (Trono de Misericordia o Thronum Gratiae). Entre otras formas de representar la Trinidad se encuentra la Trinidad con santos (una variante de la Sacra conversazione). Otras escenas hasta cierto punto similares, por cuanto aparece Jesucristo muerto, después de crucificado, pero de interpretación iconográfica y religiosa bien distinta, son las que suelen denominarse Descendimiento, Pietà, Trasporto o Deposizione, Santo Entierro, Lamentación sobre Cristo muerto o Entierro de Cristo, Cristo muerto, Cristo muerto sostenido por ángeles; mientras que en otro grupo de tipologías se representa a Cristo Resucitado, aunque aparezca doliente (Varón de Dolores, Cristo del lagar, Cristo de la Sangre) o triunfante (Ascensión de Cristo, Cristo Redentor, Salvator Mundi).

## Iconografía
- Díptico de San Petersburgo, de Roberto Campin, 1433-1435, Museo del Hermitage; donde la tabla de la Trinidad se enfrenta a su opuesta con el tema de la Virgen con el Niño (donde la Virgen recoge en su regazo al Niño Jesús de un modo paralelo a como hace Dios Padre hace con el Varón de Dolores). Cuenta con un precedente anterior, la "grisalla de Frankfurt", una de las tablas de Flémalle,[2] atribuidas actualmente a Campin, datable entre 1430-1433 y para la que Erwin Panofsky acuñó el título que se aplica a esta tipología iconográfica.[3]

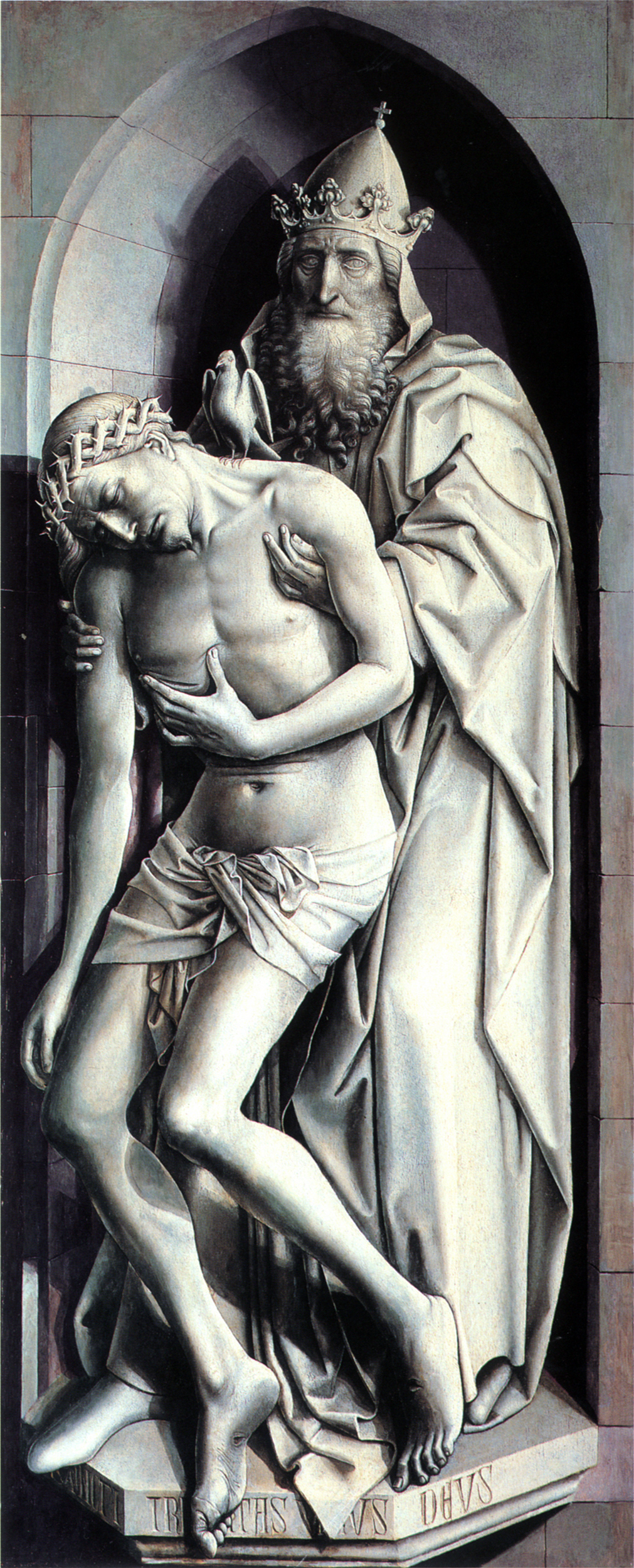
Trinidad (Campin),[4] la llamada "tabla de Flemalle" o "grisalla de Frankfurt".
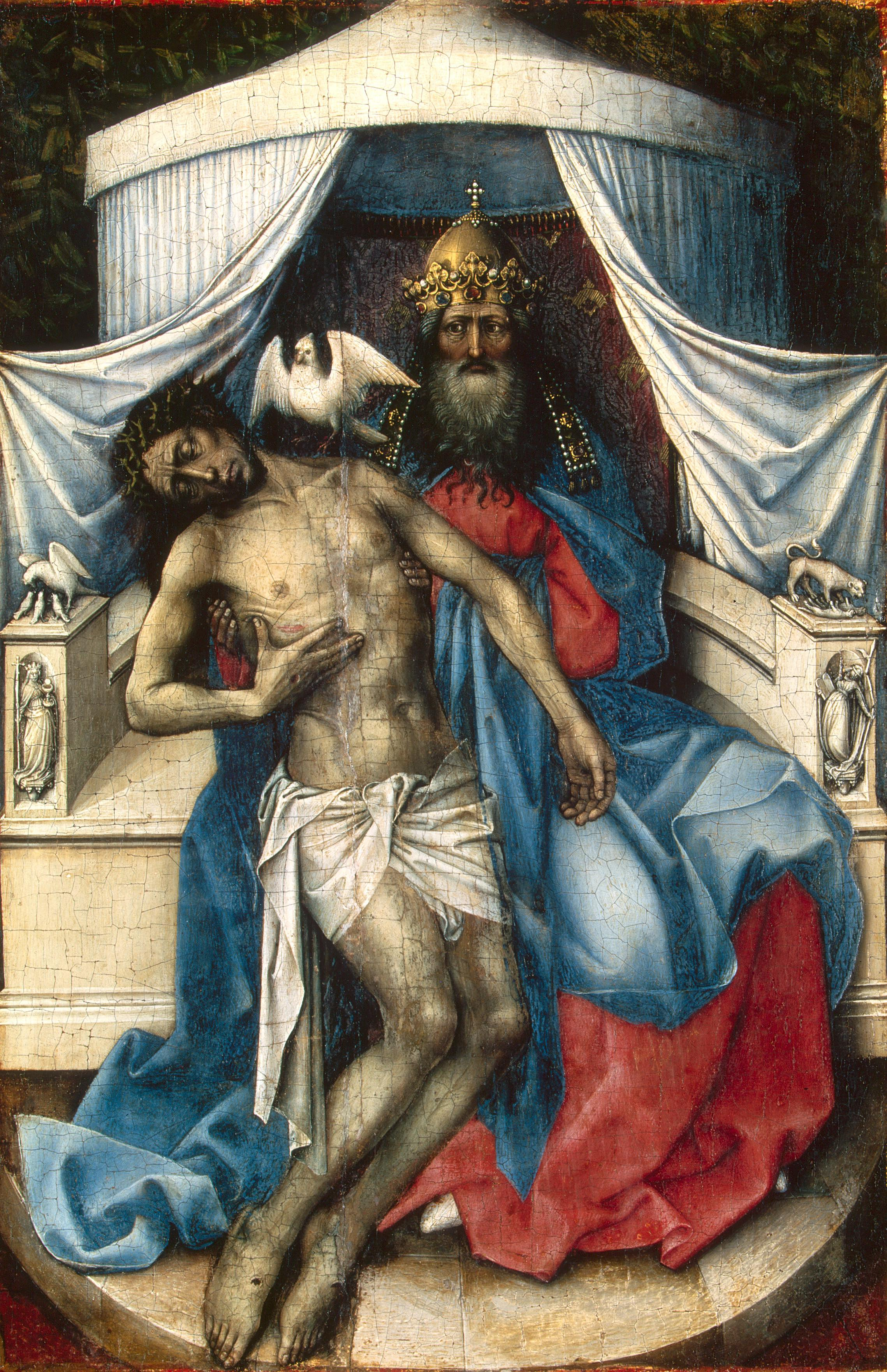
Tabla izquierda del Díptico de San Petersburgo.
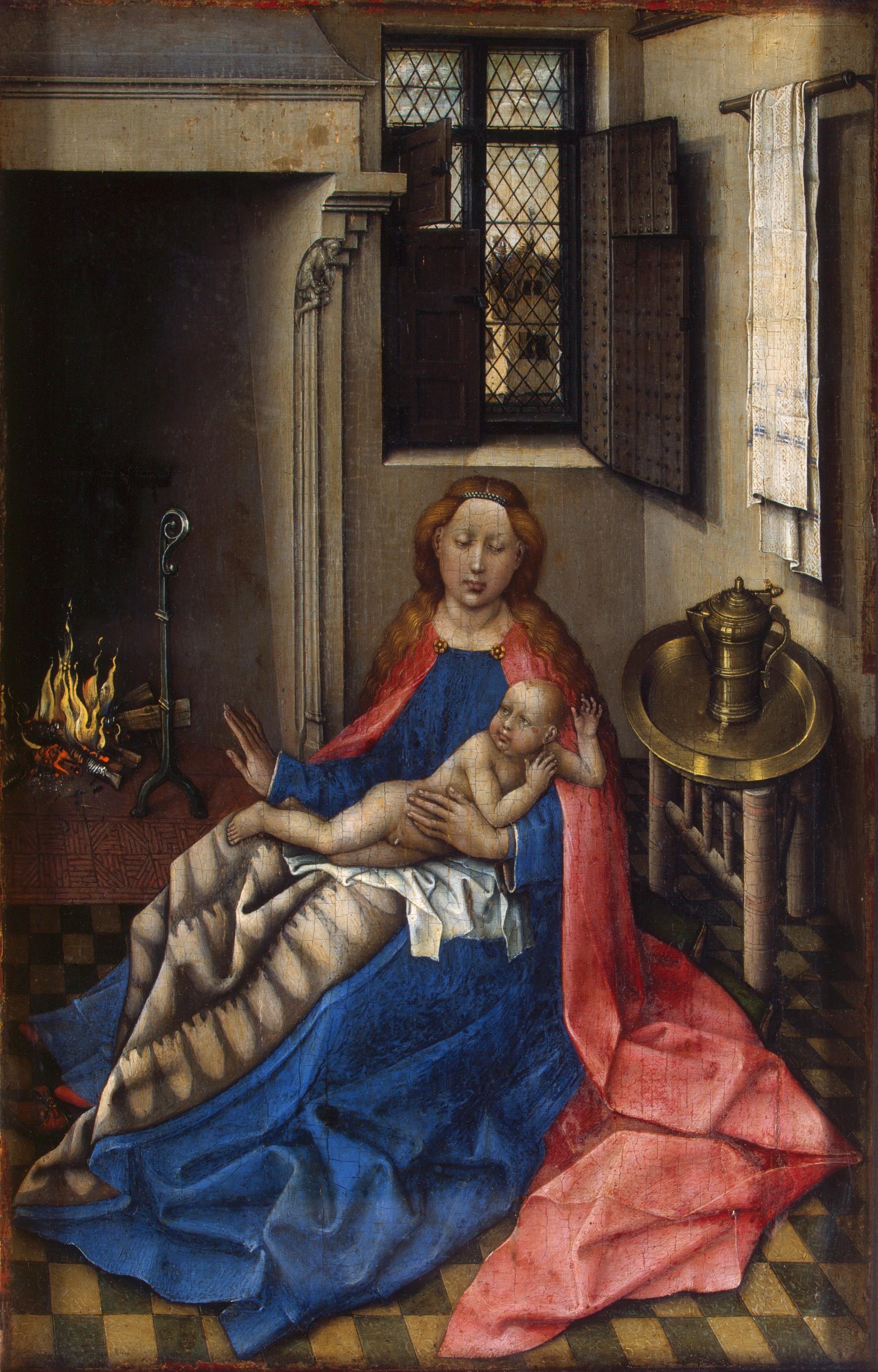
Tabla derecha del Díptico de San Petersburgo.

- Retablo de Sir Edward Boncle, de Hugo van der Goes, ca. 1480, National Gallery of Scotland.
- La Trinidad (El Greco), 1577-1580.
- La Trinidad con Cristo muerto (Carracci), de Lodovico Carracci, ca. 1590, Pinacoteca Vaticana. Combina el tema con el de la Pietà.[5]
- La Trinidad (Ribera), de José de Ribera (1635-1636), óleo sobre lienzo, 226 x 118 cm. en el Museo del Prado.[6]

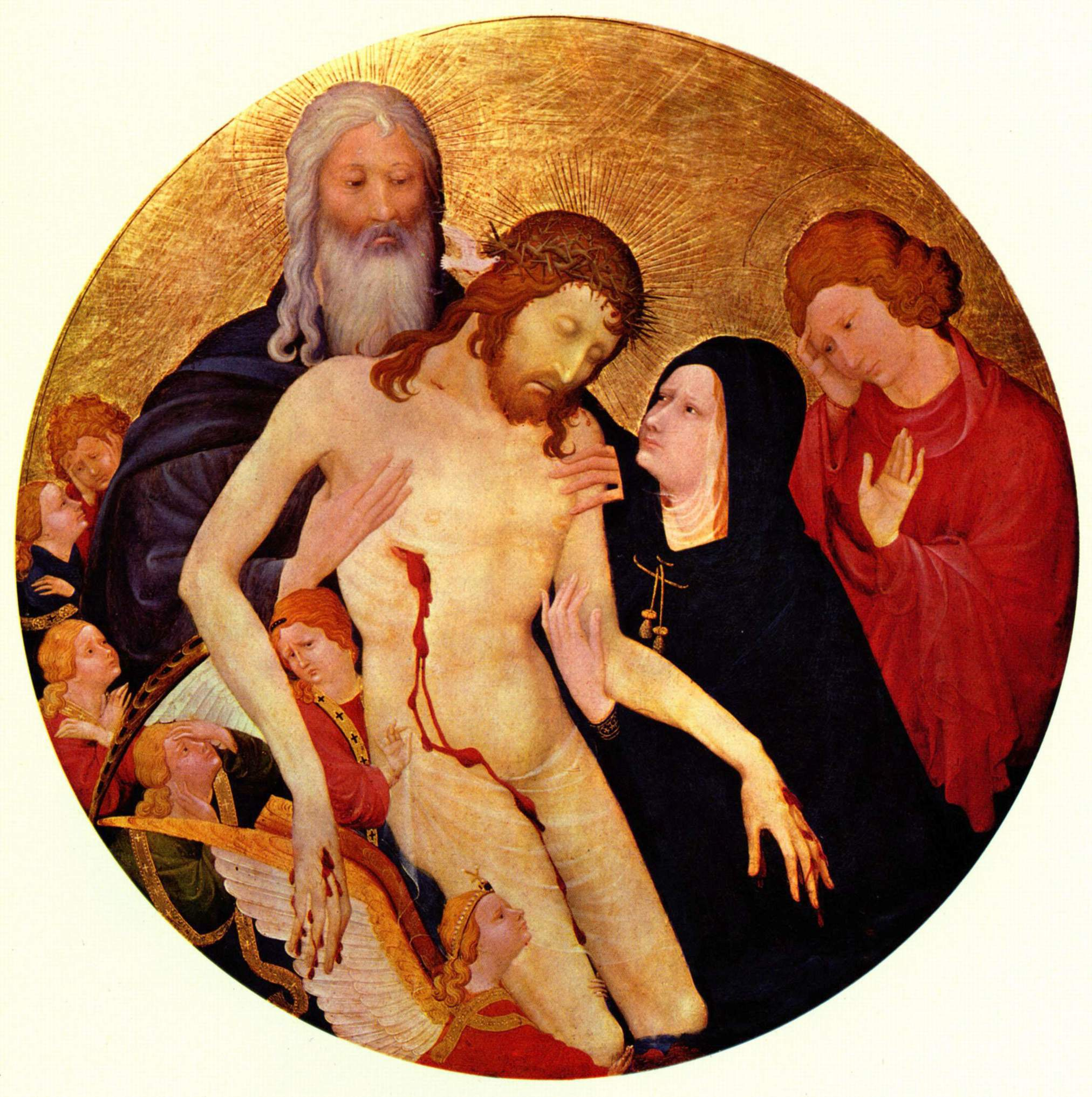
Jean Malouel, Grande tondo della Pietà, ca. 1400, Louvre.
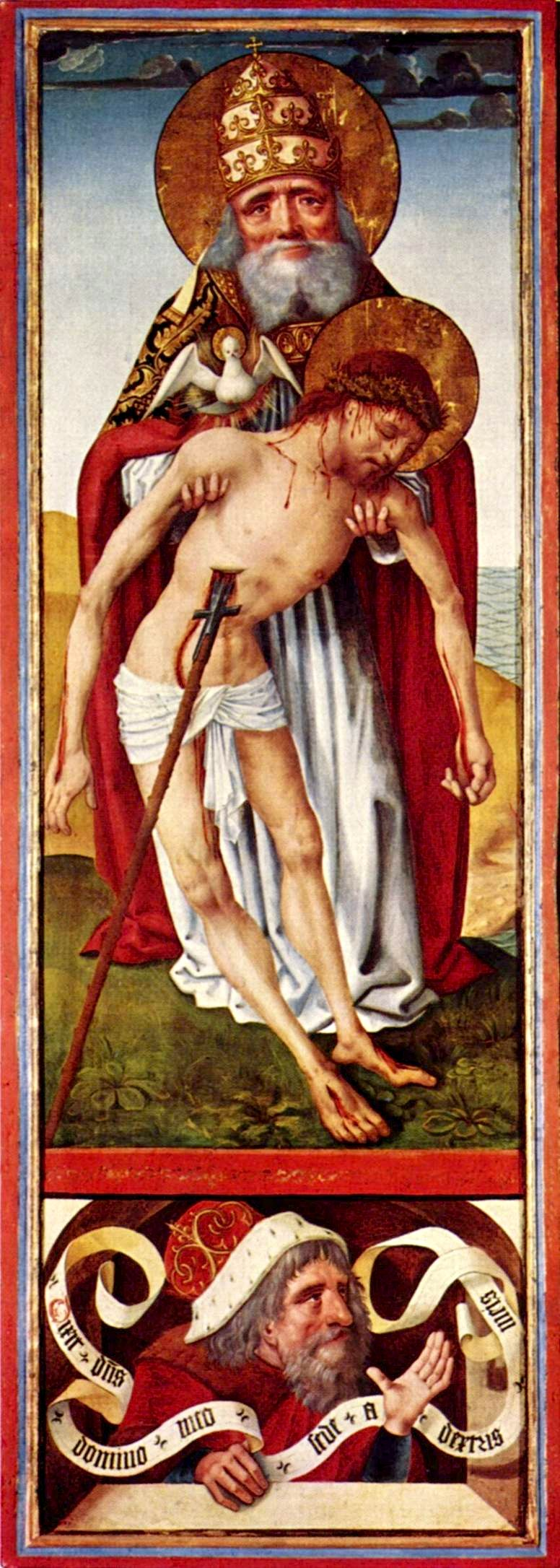
Bernt Notke, Johannesaltar der Schonenfahrer, tabla, ca. 1475, Sankt-Annen-Museum, Lübeck.
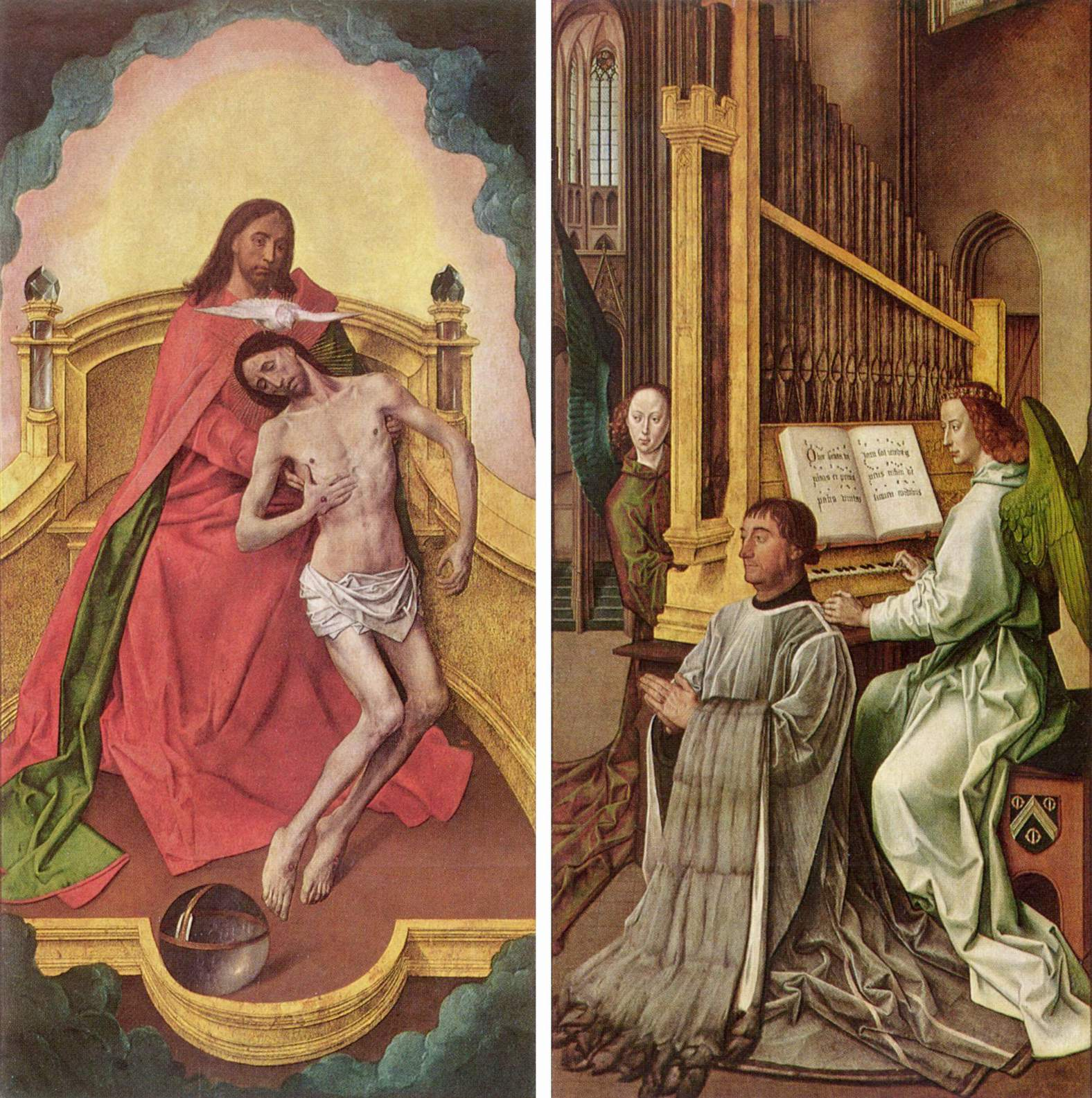
Van der Goes.
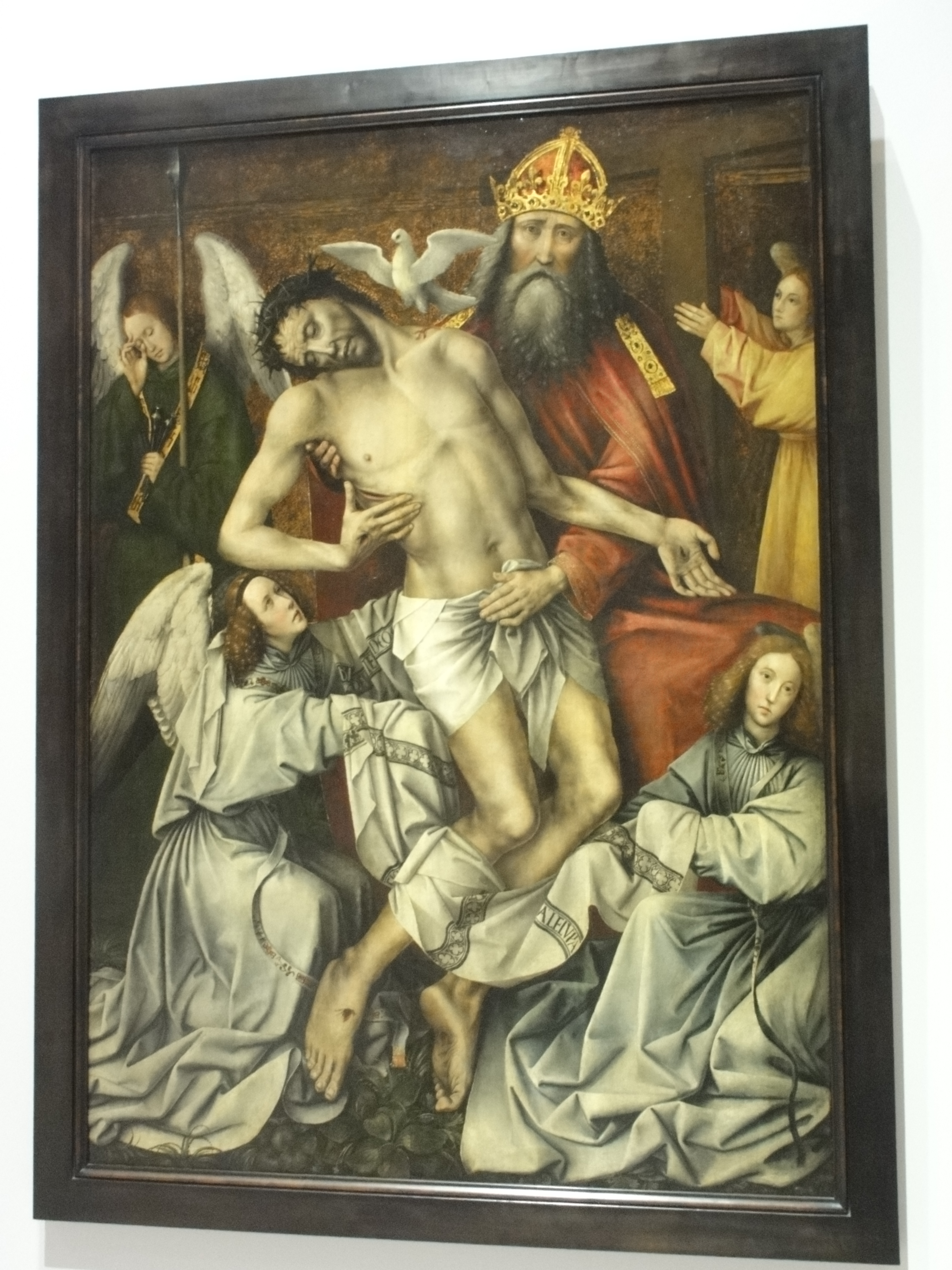
Colijn de Coter.
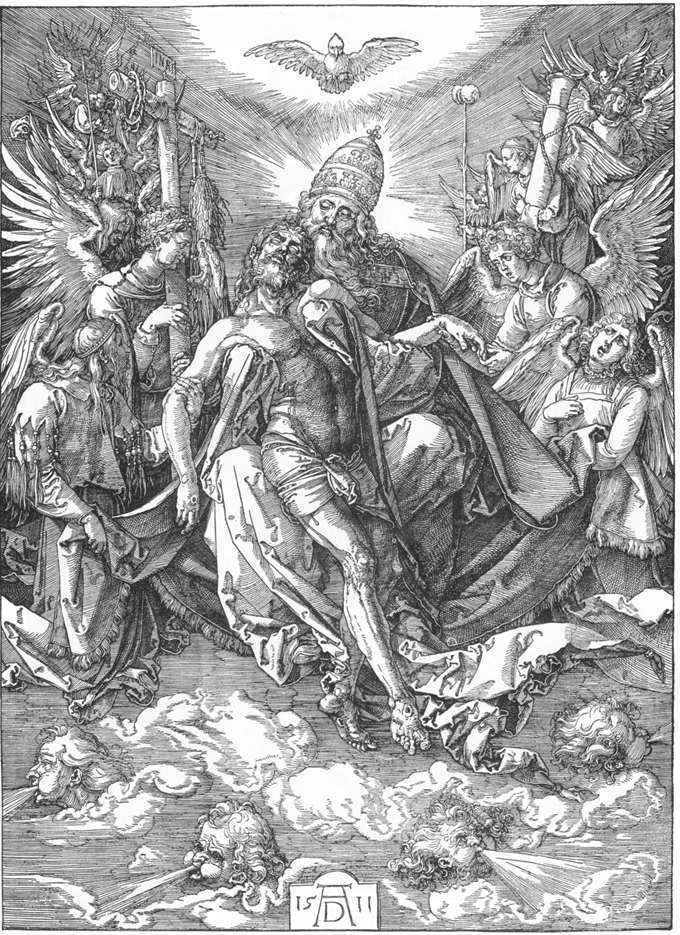
Alberto Durero, Trinidad, 1511.
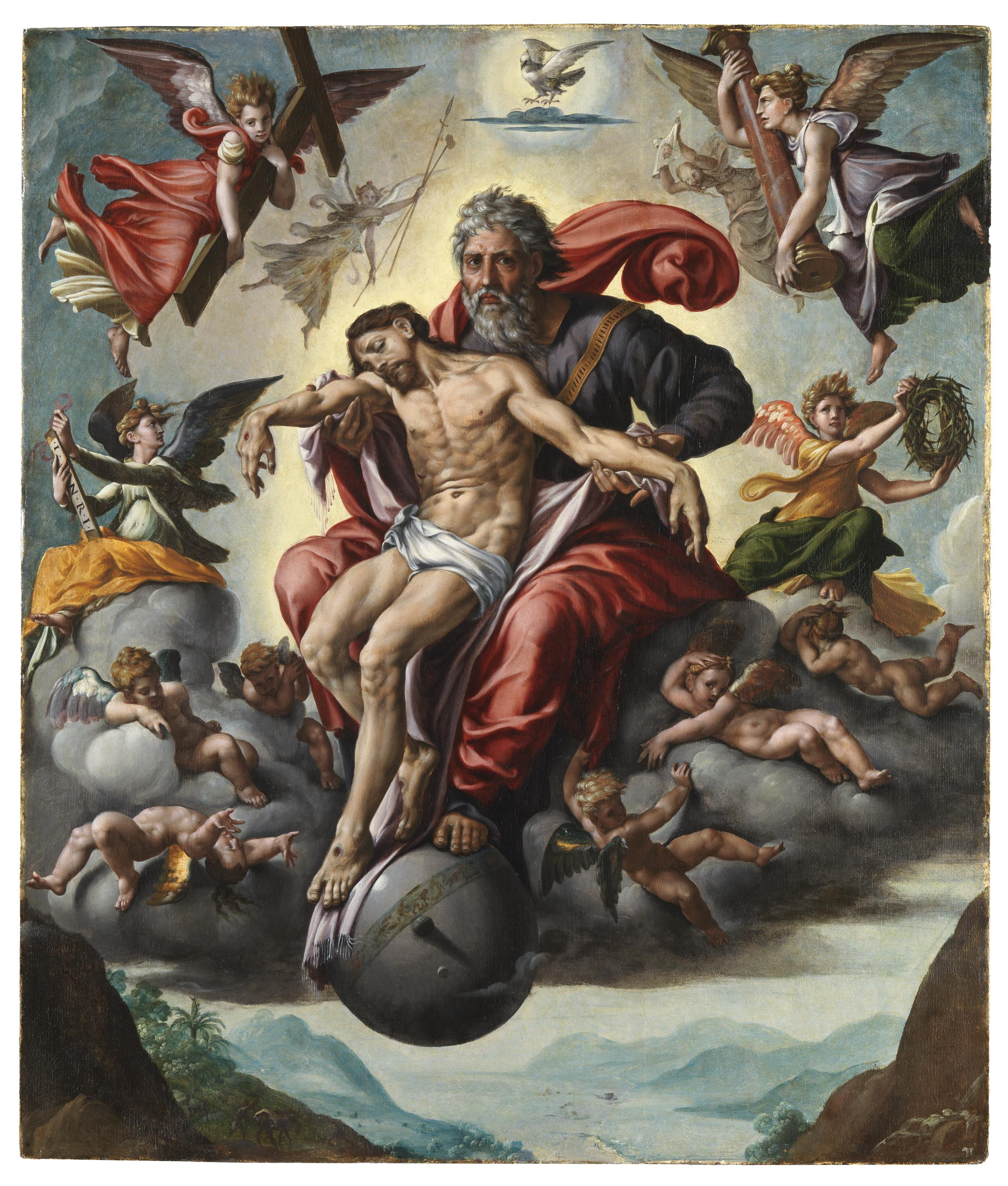
Jan Cornelisz Vermeyen, antes de 1550.
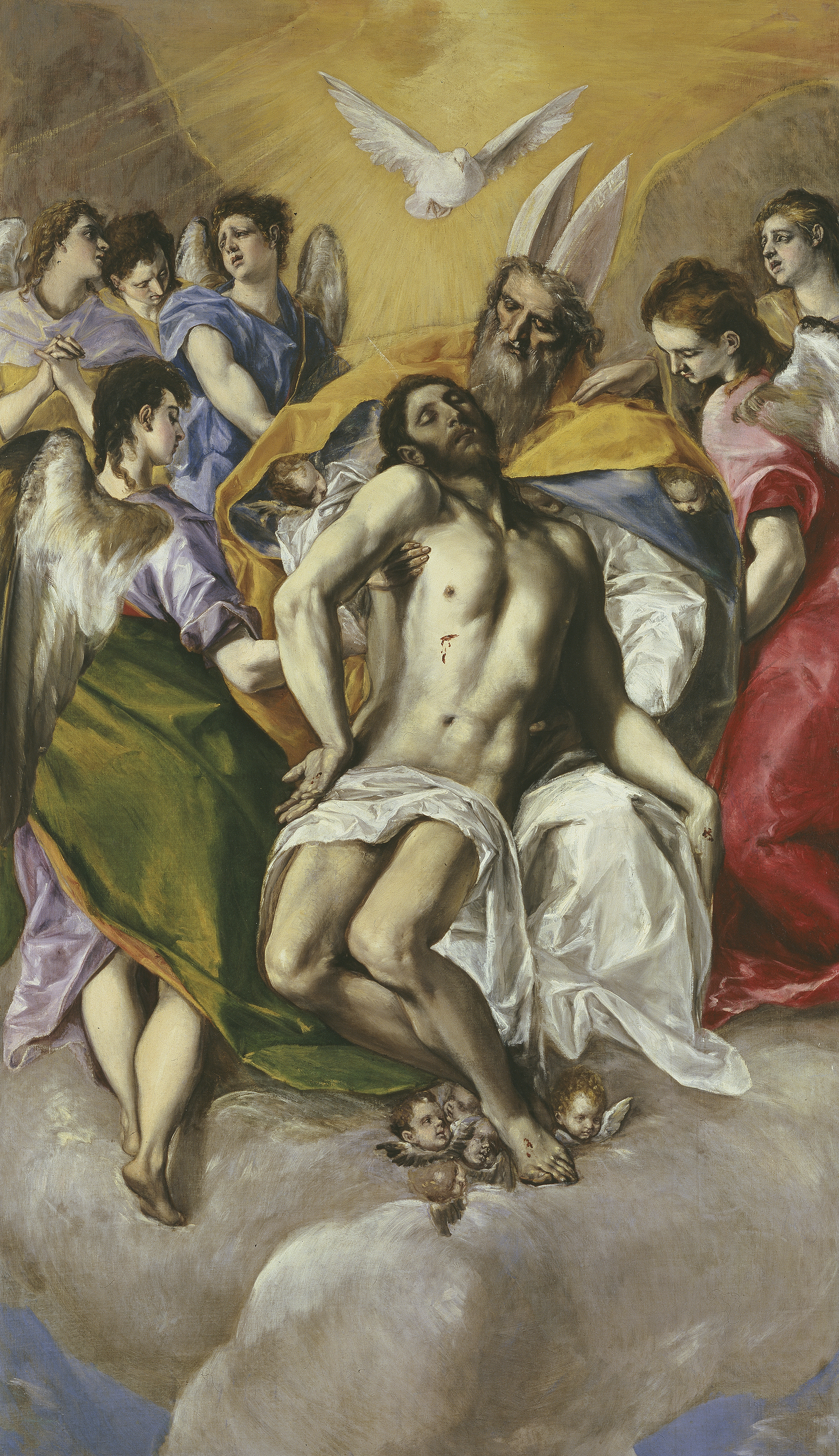
El Greco.
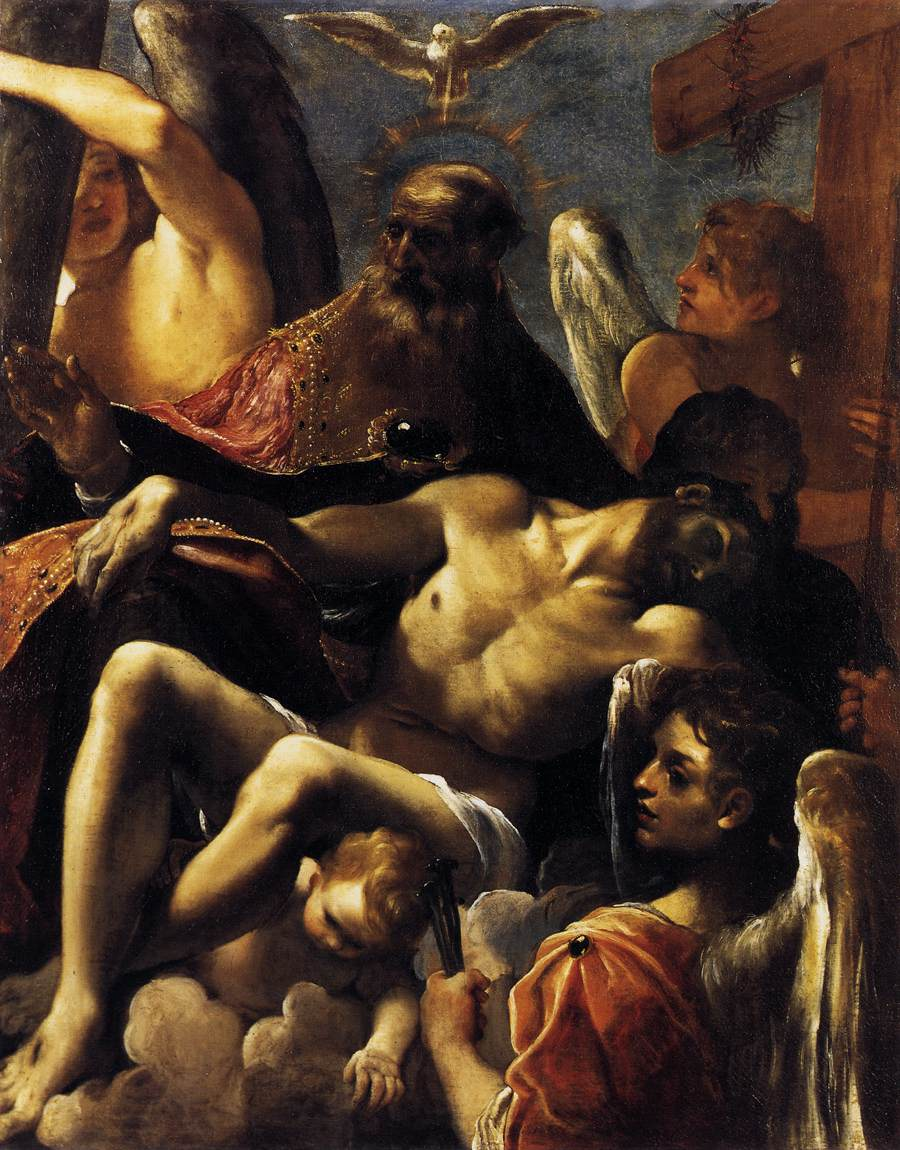
Lodovico Carracci.
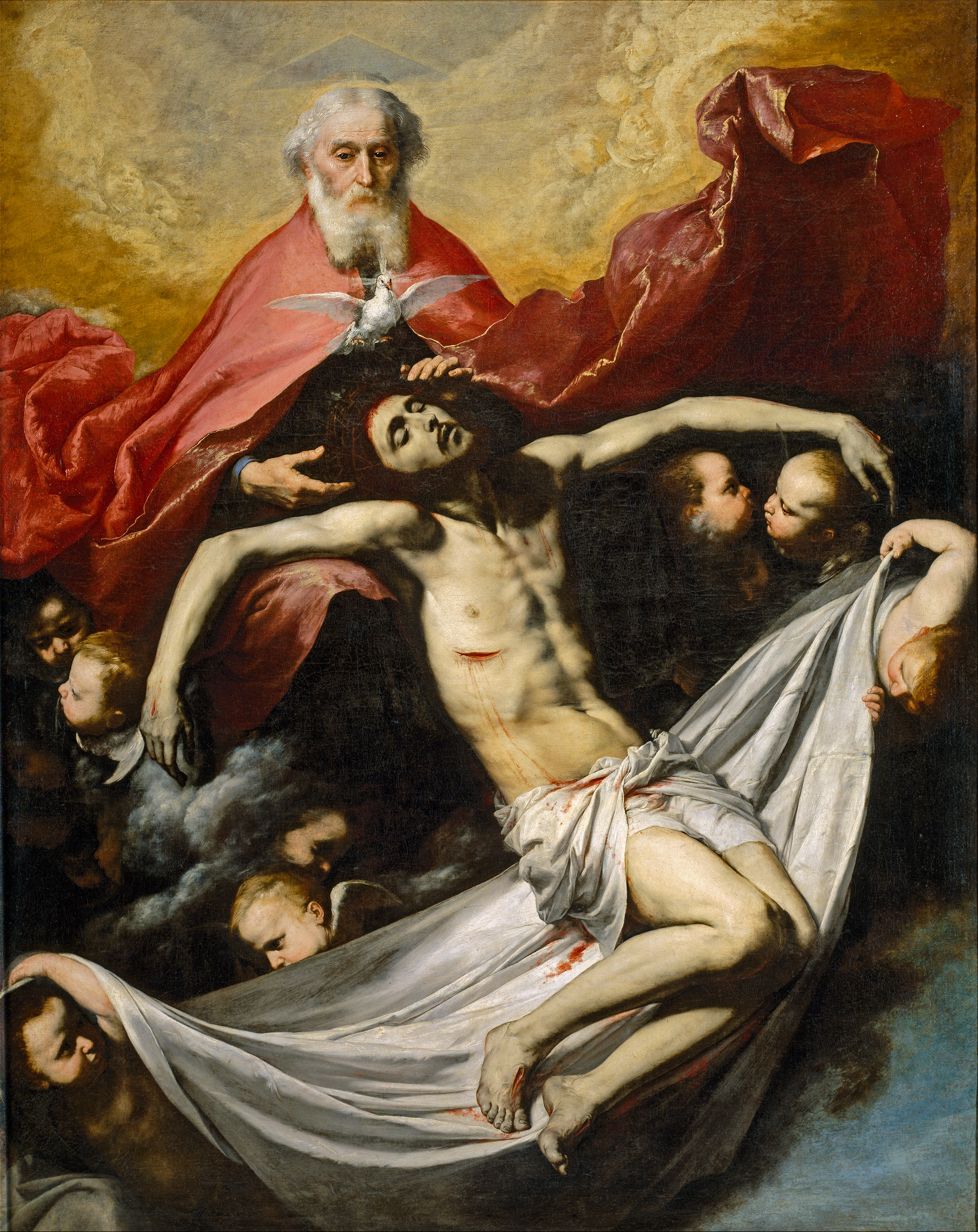
Ribera.
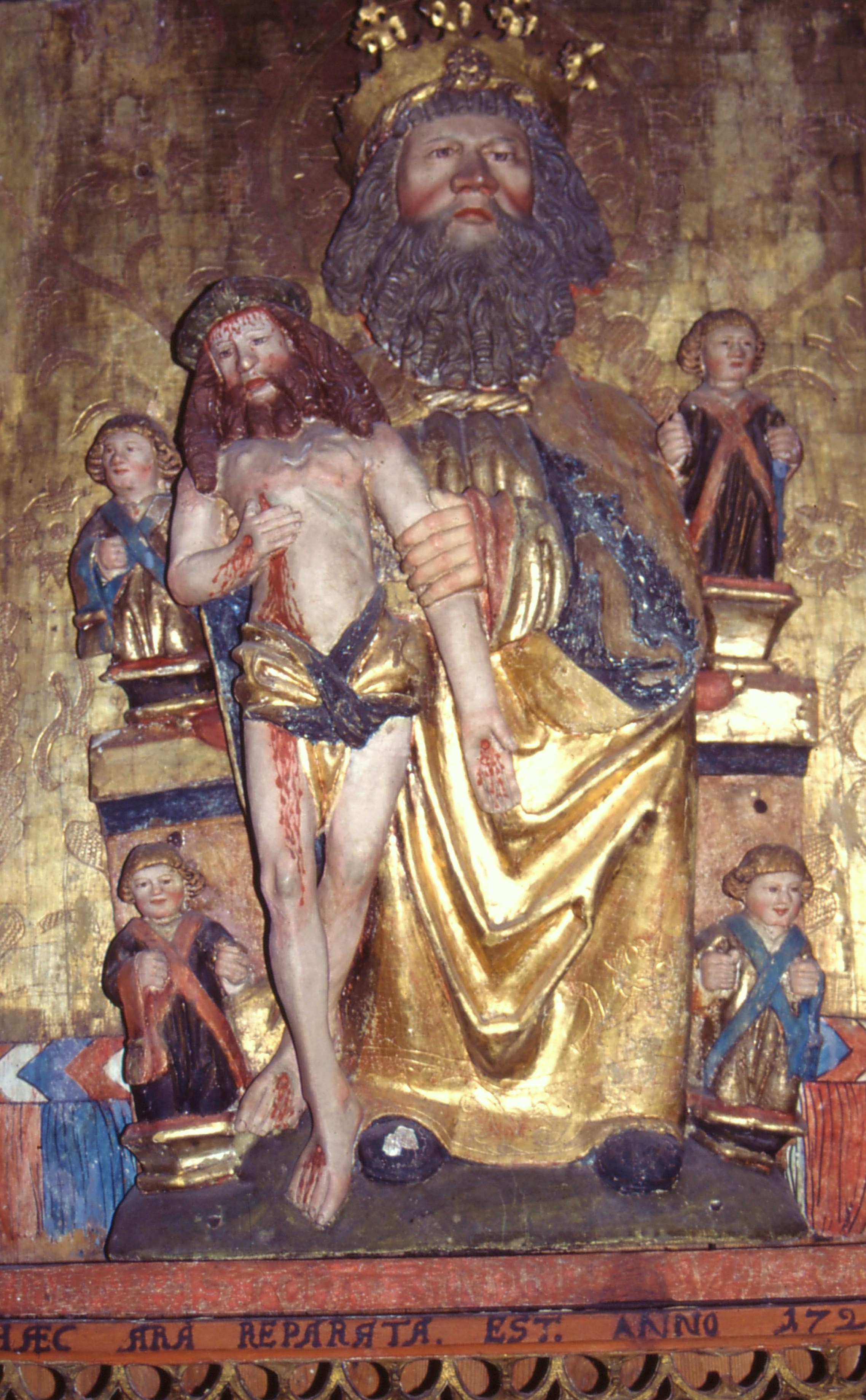
Iglesia de Linde (Gotland).